# Карачановский
Карача́новский — посёлок в Новохопёрском районе Воронежской области России.
Входит в состав Коленовского сельского поселения.

## Население
| 2010 | 2011 |
| ---- | ---- |
| 75   | ↘74  |

## Улицы
В посёлке имеется две улицы: Лесная и Молодёжная.